# فيضانات الصين 2016
فيضانات الصين 2016 هي فيضانات أندلعت في الصين وخلفت 186 قتيلاً.